# 紅毛庄
紅毛庄，為1920年~1945年間存在之行政區，轄屬新竹州新竹郡。今新竹縣新豐鄉。

## 街原名
原屬竹北二堡之福興庄、青埔仔庄、後湖庄、崁頭庄、中崙庄、新庄仔庄、紅毛港庄、員山莊、坑仔口庄
- 紅毛港改稱紅毛[1]

## 行政區劃
紅毛庄轄域內分為福興、青埔子、後湖、崁頭、中崙、新子、紅毛、員山、坑子口九個大字。
福興大字下有「圓山子」、「十一股」、「後湖子」小字名，後湖大字下有「埔頂」、「坡子頭」小字名